# Excitebike 64
Excitebike 64 est un jeu vidéo de course de motocross sorti en 2000 sur Nintendo 64. Le jeu a été développé par Left Field Productions et édité par Nintendo. En Chine, le jeu est sorti sur iQue Player.

## Système de jeu
Excitebike 64 est un jeu de course de motocross affiché dans une vue à la troisième personne. Le joueur peut jouer en tant que six pilotes différents qui ont chacun des caractéristiques différentes. Les 12 circuits que comportent le jeu sont parsemés de courbes serrées et de bosses sur lesquelles le joueur peut effectuer des sauts et accomplir des figures acrobatiques dans les airs. Le joueur doit, toutefois, surveiller la température du moteur, qui peut surchauffer si le joueur accélère pendant trop longtemps.
Excitebike 64 propose divers modes de jeu. Dans le mode Season, le joueur doit compléter une série de courses dans le but d'obtenir un trophée. Le joueur doit accomplir trois tours sur chacun des cinq circuits. Le mode Exhibition permet de jouer en multijoueur jusqu'à quatre joueurs simultanément. Le mode Time Trials consiste à terminer les circuits le plus rapidement possible afin d'établir un record de temps. La cartouche comprend aussi l'entièreté du premier opus originellement sorti sur Nintendo Entertainment System en 1984. Le jeu propose aussi un mode de création qui permet au joueur de créer son propre circuit.

## Développement
Pendant la conception du jeu, les éléments de gameplay sur lesquels les développeurs portent une attention particulière sont les sensations de vitesse, les sauts et les acrobaties que le joueur peut effectuer. Le jeu Wave Race 64 sorti sur Nintendo 64 en 1996 est la principale inspiration de l'équipe de développement. Les animations des personnages sont réalisées à l'aide de la cinématique inverse dans le but d'obtenir des mouvements réalistes.

## Commercialisation
Le 12 mai 1999, Nintendo dévoile Excitebike 64 au public lors de l'Electronic Entertainment Expo 1999. Le jeu sort sur Nintendo 64 le 2 mai 2000 en Amérique du Nord. Le jeu devient disponible en téléchargement sur Wii U sur la console virtuelle à partir du 17 novembre 2016 en Amérique du Nord et du 8 décembre 2016 en Europe,. Excitebike 64 est disponible sur Nintendo Switch aux abonnés du pack additionnel du service Nintendo Switch Online à partir du 30 août 2023,.

## Accueil
Excitebike 64 reçoit un accueil positif de la critique spécialisée. Il obtient un score de 88 % sur Metacritic sur la base de 24 critiques. Nintendo Power considère que le jeu peut plaire autant aux amateurs de jeux de simulation qu'à ceux qui aiment les jeux plus arcades. Il déclare que le jeu est « de loin le meilleur jeu de moto sur Nintendo 64 ». Gamekult loue la variété des circuits et trouve qu'ils sont bien conçus.
Nintendo Power loue la maniabilité du titre, déclarant que le joueur se sent toujours en contrôle du véhicule. Gamekult considère que la maniabilité du jeu est « simple, intuitive et efficace », mais relève quelques problèmes de collision avec certains éléments sur les bords de piste. GameSpot remarque le même problème et trouve le système de collision inconsistant.
Gamekult trouve que le jeu est « plutôt beau, pour une N64 », soulignant que les environnements sont détaillés. GameSpot considère que les graphismes du jeu sont magnifiques. Que ce soit « les rivières, les effets de lens flare, les feuilles qui tombent ou la fumée d'échappement de la moto », l'aspect visuel du jeu est une réussite. Il remarque toutefois que le framerate du jeu souffre par moments, passant de 30 à 15 images par seconde. Il déclare que, bien qu'impossible d'ignorer le défaut, ces ralentissements ne gâchent pas l'expérience. Nintendo Power déclare que l'animation est de premier ordre et que les mouvements des motos et des motocyclistes sont réalistes. Gamekult apprécie l'inclusion d'un mode multijoueur, mais regrette le fait que le jeu souffre de ralentissements lorsque quatre joueurs jouent en même temps.
GameSpot applaudit les effets sonores réalistes et le commentateur qui donnent une touche de comédie et de réalisme au jeu.